# Baska'dsadsiuk
Baska'dsadsiuk (Baskadsadsiuk), jedna od deset ili više lokalnih skupina Skagit Indijanaca (Swanton) porodice Salishan, iz američke države Washington. 
Živjeli su u kraju između Hamiltona i Birdsviewa uz južnu obalu rijeke Skagit u okrugu Skagit.